# Лахно, Павел Михайлович
Павел Михайлович Лахно (20 февраля 1911 — неизвестно, Изобильный, Ставропольский край) — комбайнёр Кзыл-Жарской МТС Новороссийского района Актюбинской области, Казахская ССР. Герой Социалистического Труда (1957). Депутат Верховного Совета Казахской ССР 4-го и 5-го созывов.

## Биография
Родился в 1911 году в крестьянской семье в одном из сельских населённых пунктов современной Актюбинской области. С 1929 года трудился рядовым колхозником в колхозе «Путь к коммунизму» с усадьбой в селе Марьинка Новороссийского района. После окончания в 1936 году школы механизации трудился механизатором в Кзыл-Жарской МТС.
Участвуя в стахановском движении, ежегодно показывал высокие трудовые результаты. В 1953 году намолотил на комбайне «Сталинец-6» за 20 рабочих дней 9142 центнера зерновых и масличных культур. За эти выдающиеся трудовые показатели был награждён Орденом Ленина. В последующие годы продолжал высокие результаты при уборке сельскохозяйственных культур. Указом Президиума Верховного Совета СССР от 11 января 1957 года удостоен звания Героя Социалистического Труда за «особо выдающиеся успехи, достигнутые в работе по освоению целинных и залежных земель, и получение высокого урожая» с вручением ордена Ленина и золотой медали «Серп и Молот» (№ 7204).
Избирался депутатом Верховного Совета Казахской ССР 4 — 5 созывов (1955—1959; 1959—1963) от Новороссийского избирательного округа.
Неоднократно участвовал в работе Всесоюзной выставки ВДНХ.
В 1971 году переехал в город Изобильный Ставропольского края. Дата смерти не установлена.
Награды
- Герой Социалистического Труда
- Орден Ленина — дважды (18.10.1954; 1957)
- Медали ВДНХ.